# Marginella aequinoctialis
Marginella aequinoctialis is een slakkensoort uit de familie van de Marginellidae. De wetenschappelijke naam van de soort is voor het eerst geldig gepubliceerd in 2004 door Boyer & Simbille.